# Camp de prisonniers de Suomenlinna
Le camp de prisonniers de Suomenlinna   (finnois : Suomenlinnan vankileiri) est un camp de prisonniers de guerre situé dans la forteresse de Suomenlinna à Helsinki en Finlande à la fin de la guerre civile de Finlande.

## Histoire
Le camp est ouvert le 12 avril 1918 par les Gardes blancs pour y emprisonner les gardes rouges.
Le camp a reçu environ 13 000 gardes rouges dont 1 468 y sont morts.
C'est alors le deuxième camp de prisonniers du pays par son nombre de détenus et il a une très mauvaise réputation.